# Kościół Mariacki w Berlinie
Kościół Marii Panny (niem. St. Marienkirche) – gotycki kościół położony w historycznej części Berlina – Nowego Miasta, obecnie w pobliżu Karl-Liebknecht-Straße na terenie rozległego zieleńca pomiędzy Alexanderplatz i rzeką Sprewą, powstałego na miejscu Marienviertel – gęstej zabudowy, zniszczonej podczas II wojny światowej. Świątynia stoi u stóp Berliner Fernsehturm – wysokiej na 368 m wieży telewizyjnej. Jest cennym przykładem gotyku ceglanego we wschodnich Niemczech.

## Dzieje
Zalążkiem Berlina było Stare Miasto z kościołem św. Mikołaja wzniesionym w XIII stuleciu. Obok powstała osada nazwana Nowym Miastem z kościołem NMP. Po raz pierwszy świątynię wspomina dokument z 1291. Trzynastowieczna świątynia, której budowę datuje się na lata 1270–1280, została w XIV wieku dwukrotnie rozbudowana ok. 1300 oraz ok. 1380. W wyniku tych prac powstała ceglana trójnawowa hala z krótkim poligonalnie zamkniętym prezbiterium. Ostateczny kształt kościół otrzymał w roku 1413, kiedy to dodano do naw bocznych rząd kaplic. Od XVI wieku kościół należy do luteran. Burzliwe dzieje kościoła potwierdzają liczne pożary, w roku 1663/1666, 1789/1790 oraz podczas II wojny światowej, jednakże zniszczenia nie naruszyły najważniejszych dzieł sztuki tworzących XVIII-wieczny wystrój.
Wznosząca się od strony zachodniej wieża została zbudowana z piaskowca sprowadzonego ze złoży skalnych w Rüdersdorf. Charakterystyczny hełm jest dziełem Carla Gottharda Langhansa ze Śląska wykonanym w 1780 na miejscu zniszczonego barokowego zwieńczenia, dzieła Michaela Mathiasa Smidsa. Wysokość wieży wynosi 91 m.
Świątynia była kilkakrotnie restaurowana, w latach 1893–1895 przez Hermanna Blankensteina oraz w latach 1969–1970, kiedy usunięto ostatecznie szkody wojenne.

## Architektura i wystrój wnętrza
Monumentalny kościół Mariacki jest trójnawową halą o siedmiu przęsłach nakrytych wspólnym dachem, z kwadratową wieżą od strony zachodniej oraz niższym dwuprzęsłowym prezbiterium zamkniętym wielobocznie. Do nawy południowej przylegają cztery kaplice nakryte własnymi dachami poprzecznymi. Wnętrze nakryte jest sklepieniem gwiaździstym (w nawie głównej) oraz krzyżowo-żebrowym wspartym na filarach wiązkowych. Znajomość sztuki budowania w cegle poświadczają elewacje zewnętrzne – elewacja wschodnia korpusu nawowego, oraz kaplice boczne wieńczą szczyty z charakterystycznymi ostrołukowymi blendami oddzielonymi lizenami zwieńczonymi sterczynami.
Pomimo zawieruchy wojennej wnętrze zachowało cenne barokowe wyposażenie – ołtarz główny z obrazami Christiana Bernharda Rode ukończony w 1762 r., organy wykonane przez Joachima Wagnera (1690–1749), nagrobek feldmarszałka Ottona Christopha von Sparr (1663), dzieło Artusa Quellinusa z Antwerpii, ambonę alabastrową (1702/1703), dzieło Andreasa Schlütera, nadwornego architekta króla Prus, Fryderyka I. W zachodnim przedsionku znajduje się monumentalne polichromowane przedstawienie Tańca śmierci, datowane na rok 1484, w dobie reformacji pobielone i odsłonięte w 1848 przez Friedricha Augusta Stülera. Ponadto gotycka brązowa chrzcielnica z 1437 r.
Przed fasadą zachodnią stoi kamienny krzyż  z 1325 r. upamiętniający zabicie prałata Nikolausa von Bernau.
Wystrój wnętrza:

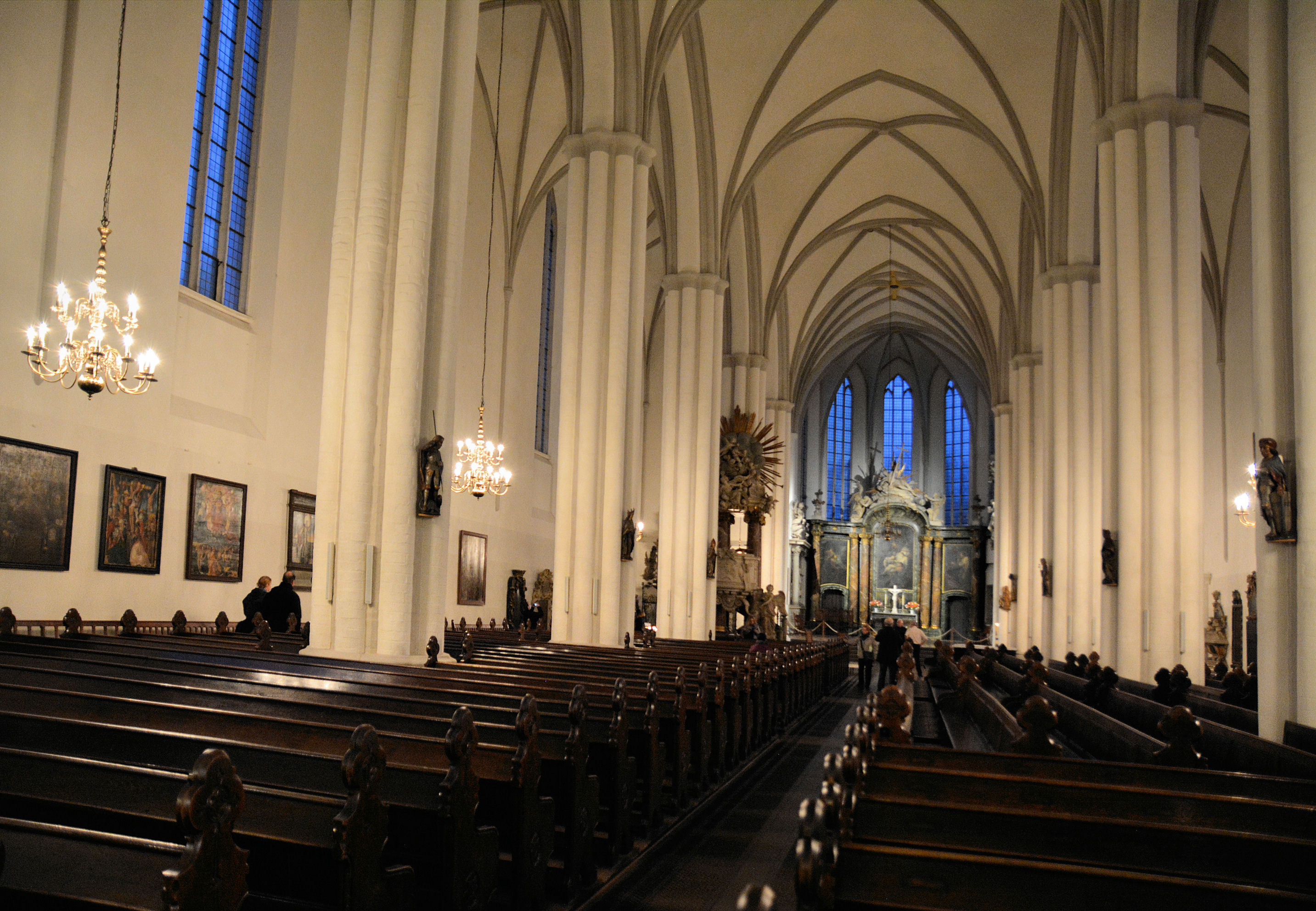
Widok wnętrza w kierunku wschodnim
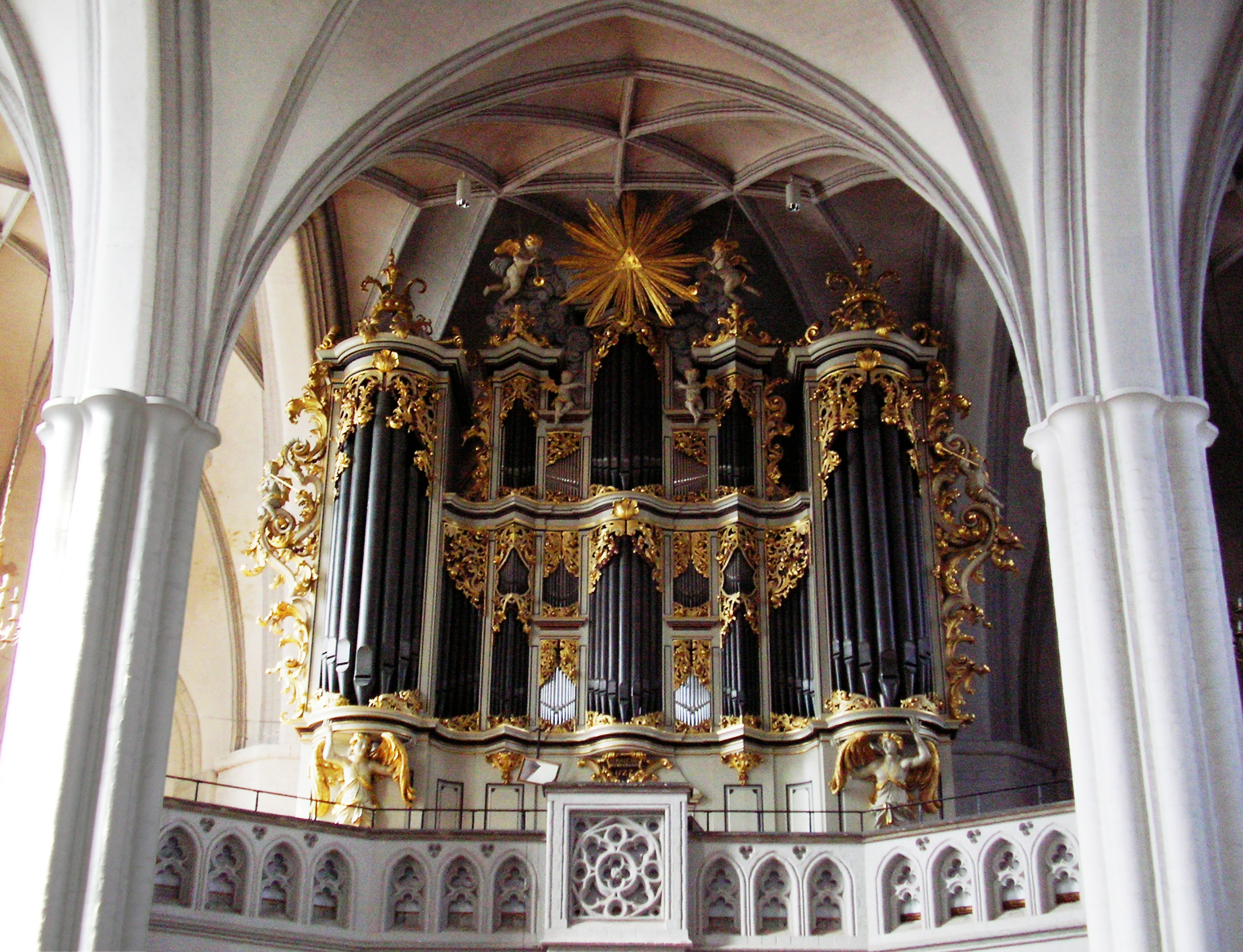
Barokowe organy Joachima Wagnera
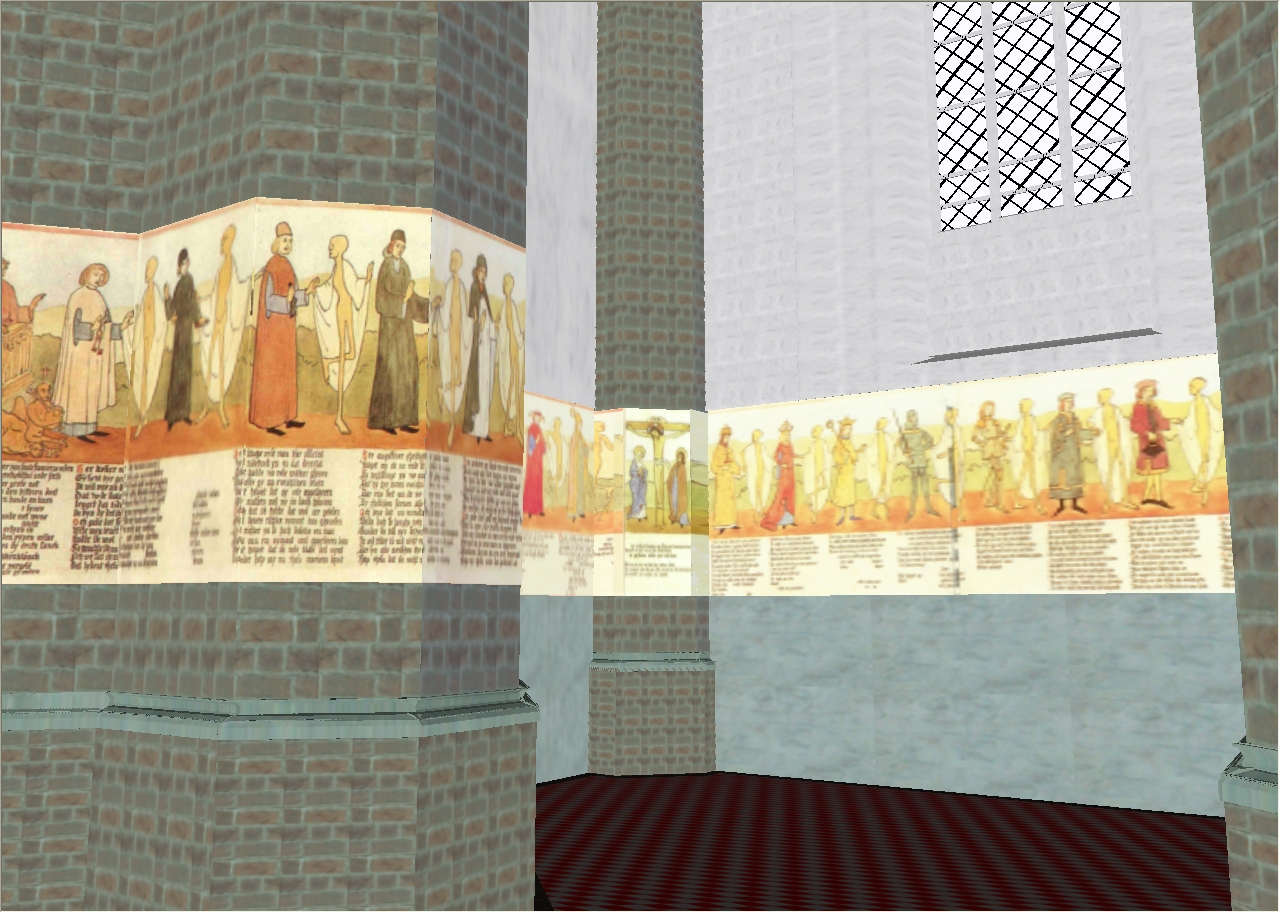
Rekonstrukcja późnogotyckiego cyklu fresków pt. Taniec śmierci